# UFC 140
UFC 140: Jones vs. Machida je bio event mješovitih borilačkih vještina organiziran od strane Ultimate Fighting Championship organizacije. Događaj se je održao 10. prosinca 2011. godine u Air Canada centru u Torontu, Ontario.

## Pozadina eventa
Borba između Lyota Machide i Phil Davisa je trebala biti na eventu, ali Davis je odustao jer se je još oporavljao od ozljede koljena. Borba između Jon Jonesa i Rashad Evansa je isto trebala biti na eventu, ali Evans je odustao od borbe radi ozljede palca i tako po drugi put propustio priliku za titulu. Jones se je suočio s Machidom.
Rory MacDonald je očekivao borbu protiv Brian Ebersola na eventu, ali 8. studenog je morao odustati od borbe radi ozljede i kasnije ga je zamijenio Claude Patrick koji se je trebao borit s Rich Attonitom u uvodnim borbama. Rich Attonitio i debitant Jake Hecht su se suočili.
Dennis Hallman je prekoračio kilažu za laku kategoriju i zbog toga je kažnjen s oduzimanjem 20% plaće.

## Rezultati

### Uvodne borbe
| Težinska kategorija | Pobjednik              | Poraženi            | Razlog pobjede                     | Runda/vrijeme | Titula ili ne        |
| ------------------- | ---------------------- | ------------------- | ---------------------------------- | ------------- | -------------------- |
| Laka                | John Cholish           | Mitch Clarke        | Tehnički nokaut (udarci)           | 2/4:36        | borba nije za titulu |
| Velter              | Jake Hecht             | Rich Attonito       | Tehnički nokaut (laktovi i udarci) | 2/1:10        | borba nije za titulu |
| Laka                | Mark Bocek             | Nik Lentz           | Odluka sudaca (jednoglasna)        | 3/5:00        | borba nije za titulu |
| Bantam              | Yves Jabouin           | Walel Watson        | Odluka sudaca (podijeljena)        | 3/5:00        | borba nije za titulu |
| Laka                | Dennis Hallman         | John Makdessi       | Poluga (rear naked choke)          | 1/2:58        | borba nije za titulu |
| Srednja             | Constantinos Philippou | Jared Hamman        | Nokaut(udarci)                     | 1/3:11        | borba nije za titulu |
| Poluteška           | Igor Pokrajac          | Krzysztof Soszynski | Nokaut(udarci)                     | 1/0:35        | borba nije za titulu |

### Glavne borbe
| Težinska kategorija | Pobjednik                | Poraženi                 | Razlog pobjede                    | Runda/vrijeme | Titula ili ne        |
| ------------------- | ------------------------ | ------------------------ | --------------------------------- | ------------- | -------------------- |
| Perolaka            | Chan Sung Jung           | Mark Hominick            | Nokaut (udarci)                   | 1/0:06.26     | borba nije za titulu |
| Velter              | Brian Ebersole           | Claude Patrick           | Odluka sudaca (podijeljena)       | 3/5:00        | borba nije za titulu |
| Poluteška           | Antônio Rogério Nogueira | Tito Ortiz               | Tehnički nokaut (udarci u tijelo) | 1/3:15        | borba nije za titulu |
| Teška               | Frank Mir                | Antônio Rodrigo Nogueira | Poluga (kimura)                   | 1/3:38        | borba nije za titulu |
| Poluteška           | Jon Jones                | Lyoto Machida            | Poluga (guillotine choke)         | 2/4:26        | borba za titulu      |

## Bonus nagrade
Borci su nagrađeni sa 75,000 dolara bonusa.
- Borba večeri:  Jon Jones vs.  Lyoto Machida
- Nokaut večeri:  Chan Sung Jung
- Poluga večeri:  Frank Mir

## Ulazna glazba
| Fighter                  | Artist                                  | Title                       | Album                             |
| ------------------------ | --------------------------------------- | --------------------------- | --------------------------------- |
| Antônio Rodrigo Nogueira | Diddy (feat. Jimmy Page)                | "Come with Me"              | Godzilla: The Album               |
| Antônio Rogério Nogueira | Method Man & Redman                     | "Da Rockwilder"             | Blackout!                         |
| Brian Ebersole           | Garth Brooks                            | "Standing Outside The Fire" | In Pieces                         |
| Chan Sung Jung           | The Cranberries                         | "Zombie"                    | No Need to Argue                  |
| Claude Patrick           | Kanye West                              | "All of the Lights"         | My Beautiful Dark Twisted Fantasy |
| Frank Mir                | Kanye West (feat. Young Jeezy)          | "Amazing"                   | 808's & Heartbreak                |
| Jon Jones                | Chris Brown (feat. Benny Benassi)       | "Beautiful People"          | F.A.M.E.                          |
| Lyoto Machida            | Linkin Park                             | "Bleed It Out"              | Minutes to Midnight               |
| Mark Hominick            | Diddy - Dirty Money (feat. Skylar Grey) | "Coming Home"               | Last Train to Paris               |
| Tito Ortiz               | Eminem                                  | "Cinderella Man"            | Recovery                          |